# 須田秀行
須田 秀行（すだ ひでゆき）は、戦国時代から安土桃山時代にかけての武士。二階堂氏の家臣。岩瀬郡和田城主。

## 略歴
大永5年（1525年）、須田永秀の子として誕生。
二階堂氏の重臣として活躍した須田盛秀の父とされるが、その事跡は明らかではない。史料では生年は大永5年（1525年）となっているが、それでは秀行が6歳の時に盛秀が生まれた計算になり、辻褄が合わない。そのため、盛秀は秀行の実子ではなく、他家からの養子であると推測される。
天正11年（1583年）、死去。享年59。